# Fritz Hillebrand
Friedrich (Fritz) Hillebrand (Weißbach (Zell am See), 22 november 1917 – Bilbao, 24 augustus 1957) was een Duits motorcoureur die in 1957 wereldkampioen in de zijspanklasse werd.

## Jeugd
De ouders van Fritz Hillebrand overleden al vroeg en hij kwam in een Duits internaat terecht. Hoewel hij in Oostenrijk geboren was, naam hij de Duitse nationaliteit aan. Na zijn schooltijd ging Fritz Hillebrand in de leer als automonteur. In 1933 won hij de "Reichsberufswettkampf". Nog voor zijn achttiende jaar begon hij aan motorsport te doen.
In 1935 reed hij als bakkenist mee in het NSU SS 500-zijspan van Hans Strohmeier. In 1936 ging hij bij de Luftwaffe, eerst als boordwerktuigkundige en later als gezagvoerder. Zijn vliegtuigen werden tijdens de Tweede Wereldoorlog tot tweemaal toe neergeschoten. Hij reed tijdens de oorlog speedway- en heuvelklimwedstrijden in de Balkan. In 1947 kwam hij pas terug uit krijgsgevangenschap. Hij ging in Amberg wonen en ging met een NSU weer zijspanracen, maar nu als rijder.

## Racecarrière
In 1949 kreeg hij zijn internationale licentie. Hij drong al snel door tot de Duitse top. Een internationale carrière was nog niet mogelijk omdat de FIM Duitsland nog uitsloot van internationale wedstrijden. In 1950 bouwde hij uit onderdelen zijn eigen 750 cc BMW-zijspancombinatie. In 1951 won hij zijn eerste race op de Nürburgring, maar tijdens een internationale race op de Schottenring kreeg hij een ernstig ongeluk waarbij zijn bakkenist Kurt Prätorius omkwam. Hij zette het seizoen voort met Georg Barth en ze werden in 1951 Duits kampioen in de klasse zijspannen tot 750 cc.

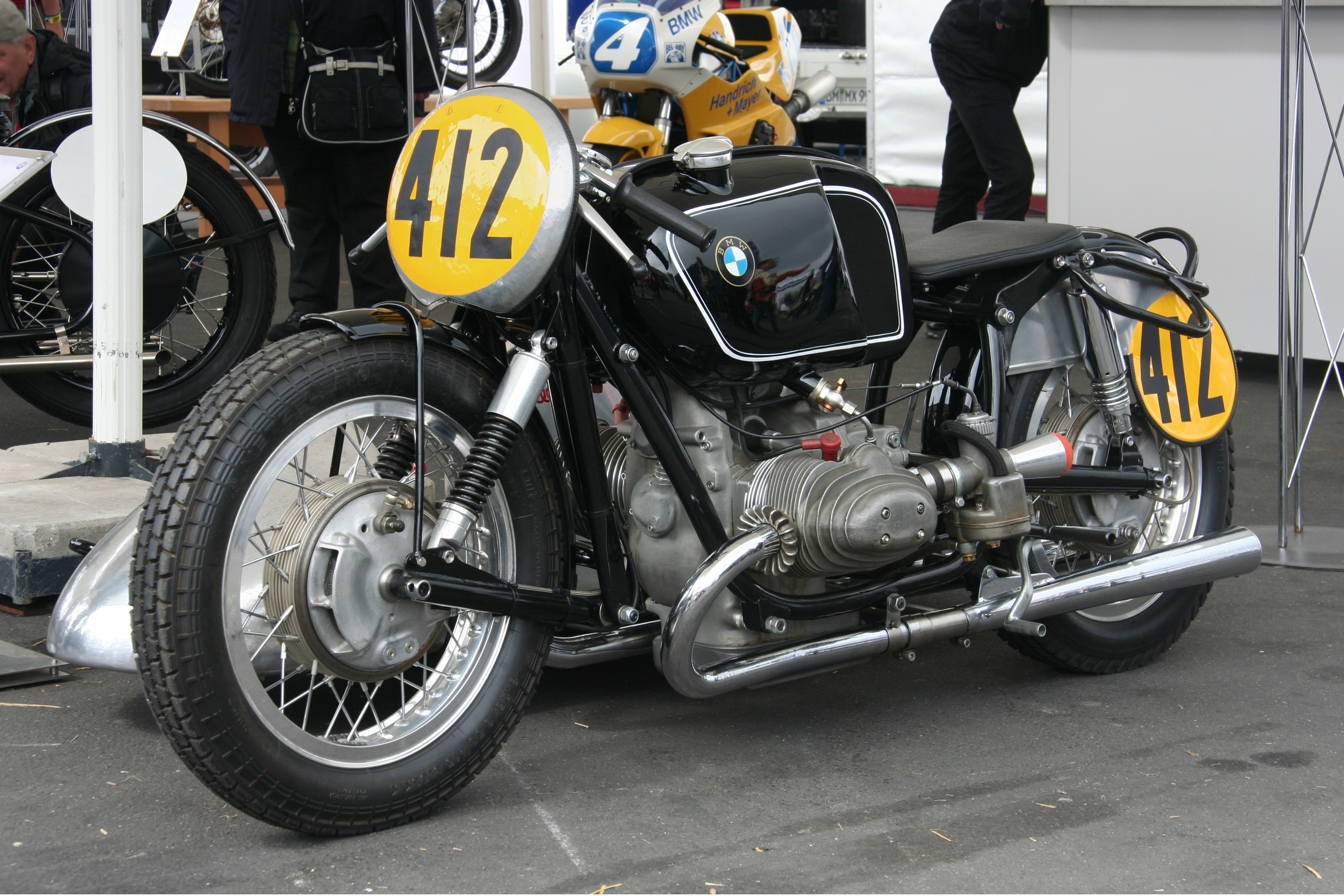
BMW RS 54 zijspancombinatie

### 1953
In 1952 mochten de Duitsers en Oostenrijkers eindelijk deelnemen aan het wereldkampioenschap wegrace en Fritz Hillebrand trad daar begon het seizoen 1953 met Georg Barth in het fabrieksteam van BMW met de combinaties Wilhelm Noll/Fritz Cron en Ludwig Kraus/Bernard Huser. De BMW's waren toen nog helemaal niet opgewassen tegen de Norton-Watsonian-combinaties en de beste BMW was die van Noll/Cron die in het wereldkampioenschap pas op de zesde plaats kwamen. Hillebrand scoorde met Manfred Grunwald in het zijspan met de zesde plaats één punt in Monza en werd daarmee uiteindelijk dertiende in de WK-stand.

### 1954
In het seizoen 1954 begonnen de Britten Eric Oliver / Les Nutt sterk. Ze wonnen de TT van Man met twee minuten voorsprong op Hillebrand/Grunwald, die op hun beurt weer drie minuten voorsprong hadden op Noll/Cron. Ook in de Ulster Grand Prix wonnen Oliver/Nutt, Hillebrand en Grunwald werd slechts vierde. Dat gebeurde ook in de GP van België. Eric Oliver brak tijdens de Feldbergrennen een arm, waardoor zijn seizoen eindigde. Hillebrand/Grunwald scoorden pas in de GP des Nations weer punten door een vijfde plaats, maar door het ontbreken van Eric Oliver grepen Noll en Cron de wereldtitel. Hillebrand/Grunwald eindigde op de vijfde plaats in de WK-stand.

### 1955
In 1955 kregen ze een ernstig ongeluk op Montjuïc Park, waarvan Fritz Hillebrand moest herstellen. Manfred Grunwald reed wel enkele races in het zijspan van Walter Schneider, als vervanger van Hans Strauß.

### 1956
in het seizoen 1956 wonnen Hillebrand/Grunwald de eerste twee GP's. De TT van Man nadat Walter Schneider/Hans Strauß en Wilhelm Noll/Fritz Cron waren uitgevallen, maar in de TT van Assen versloegen ze Noll/Cron in een rechtstreeks gevecht. Daarna wonnen Noll/Cron drie GP's en zij werden wereldkampioen. Hillebrand/Grunwald eindigden als tweede in de WK-stand.

### 1957
In 1957 doekte BMW het fabrieksteam op en Wilhelm Noll en Fritz Cron besloten te stoppen met racen. Walter Schneider en Fritz Hillebrand behielden echter hun RS 54-blokken en Florian Camathias kocht er ook een. Hillebrand/Grunwald wonnen de Grand Prix van Duitsland, de TT van Man en de TT van Assen, waardoor ze ruim aan de leiding in de WK-stand stonden. In de Grand Prix van België werden ze slechts derde, maar dat was genoeg om wereldkampioen te worden. Ze werden ook kampioen van Duitsland.

#### Overlijden
In het WK was er nog slechts één race te rijden, de GP des Nations op Monza. Tussen België en Monza zaten echter zeven weken, en in die tijd reden Hillebrand en Grunwald ook nog andere internationale wedstrijden. Dat was gebruikelijk omdat men van start- en prijzengelden moest leven en elke organisator wilde graag betalen om wereldkampioenen aan de start hebben. Zo reden ze in augustus nog een race op de Sachsenring, een van de drukst bezochte wedstrijden omdat het publiek in de DDR verstoken bleef van Grands Prix. Hier werden ze tweede achter Walter Schneider en Hans Strauß. Op 24 augustus trainden ze voor de Grand Prix van Bilbao, maar tijdens de training verongelukte de combinatie doordat ze een kilometerpaal langs de weg raakten. Fritz Hillebrand overleed onmiddellijk en Manfred Grunwald was licht gewond. Hij beëindigde zijn carrière.
In zijn woonplaats Amberg werd een straat naar Fritz Hillebrand genoemd, de "Fritz Hillebrand Strasse" vlak bij de "Heiner Fleischmann Strasse".

## Wereldkampioenschap wegrace resultaten
(Races in cursief geven de snelste ronde aan, punten (tussen haakjes) zijn inclusief streepresultaten)
| Jaar | Klasse        | Bakkenist        | Team  | Motorfiets      | 1     | 2     | 3     | 4     | 5       | 6     | 7     | 8     | Punten  | Plaats | Overwinningen | Wereldkampioenen                                     |
| ---- | ------------- | ---------------- | ----- | --------------- | ----- | ----- | ----- | ----- | ------- | ----- | ----- | ----- | ------- | ------ | ------------- | ---------------------------------------------------- |
| 1953 | Zijspanklasse | Georg Barth      | BMW   | BMW RS 53-Steib |       |       | BEL - |       | FRA 9   | ULS - | ZWI - |       | 1       | 13e    | 0             | Eric Oliver / Stanley Dibben, Norton 30M-Watsonian   |
| 1953 | Zijspanklasse | Manfred Grunwald | BMW   | BMW RS 53-Steib |       |       |       |       |         |       |       | NAT 6 | 1       | 13e    | 0             | Eric Oliver / Stanley Dibben, Norton 30M-Watsonian   |
| 1954 | Zijspanklasse | Manfred Grunwald | BMW   | BMW RS 54-Steib |       | IOM 2 | ULS 4 | BEL 4 |         | DUI - | ZWI - | NAT 5 | 14      | 5e     | 0             | Wilhelm Noll / Fritz Cron, BMW RS 54-Steib           |
| 1956 | Zijspanklasse | Manfred Grunwald | BMW   | BMW RS 54-Steib | IOM 1 | NED 1 | BEL 4 | DUI 2 | ULS DNF | NAT 3 |       |       | 26 (29) | 2e     | 2             | Wilhelm Noll / Fritz Cron, BMW RS 54-Steib           |
| 1957 | Zijspanklasse | Manfred Grunwald | Privé | BMW RS 54-Steib | DUI 1 | IOM 1 | NED 1 | BEL 2 |         | NAT - |       |       | 28      | 1e     | 3             | Fritz Hillebrand / Manfred Grunwald, BMW RS 54-Steib |